# Matteo Ingoli
Matteo Ingoli (Ravenna, 1586 – Venezia, 1631) è stato un pittore italiano.

## Biografia
Ingoli, figlio di Francesco, fu allievo di Alvise dal Friso, dal quale ricevette l'influenza per alcune peculiarità della pittura veronese, come la disposizione armonica delle tinte.
I critici d'arte hanno accostato Ingoli a Jacopo Palma il Giovane per alcuni elementi condivisi della pittura veneta del Cinquecento, oltreché a Correggio.
Dal 1612 si iscrisse alla Congregazione dei pittori veneziani e fu aiutato da Gabriele Caliari per ottenere i primi lavori.
Nel 1618 dipinse alcuni archi trionfali con figure di Virtù per celebrare l'arrivo del neoeletto doge Antonio Priuli.
Nel 1627 Ingoli realizzò il nuovo altare della cappella presso la Scuola del Nome di Dio, nella basilica dei Santi Giovanni e Paolo.
Di Ingoli si conservano un Cristo in gloria e santi alle Gallerie dell'Accademia, una Nascita della Vergine e Fuga in Egitto nella chiesa di San Sebastiano, una Vergine e sant'Anna in gloria coi santi nella chiesa dei Gesuiti, un Gesù al Tempio e un Riposo nella fuga in Egitto al Museo di Treviso, un'Ultima cena al Museo d'arte della città di Ravenna.
Per alcuni lavori, Ingoli effettuò anche l'attività di architetto, come attestano documenti dell'epoca relativi ai progetti artistici.
Ingoli morì a causa dell'epidemia di peste nel 1631, mentre era impegnato con un progetto per la Basilica di Santa Maria della Salute.